# Mario Cotellessa
Mario Cotellessa (Lanciano, 28 gennaio 1897 – 25 agosto 1978) è stato un politico italiano.

## Biografia
Laureato in medicina e chirurgia, praticò la professione di medico chirurgo. In ambito professionale è stato presidente dell'ospedale di Lanciano e primario pediatra presso il nosocomio di Chieti.
Entrato in politica nelle file della Democrazia Cristiana, fu eletto alle elezioni politiche del 1946 all'Assemblea Costituente. Venne poi eletto alle elezioni del 1948 come Deputato della Repubblica per la I legislatura, venendo confermato nella carica anche nella II e nella III.
In ambito governativo è stato Alto commissario per l'igiene e la sanità pubblica, subentrando nel 1948 a metà mandato al corregionale Nicola Perrotti, nel governo De Gasperi V, VI e VII.